# Hugo Weaving
Hugo Wallace Weaving (Ibadan, 4 aprile 1960) è un attore britannico.
È noto per le sue interpretazioni nella trilogia Matrix (nel ruolo dell'Agente Smith), in quelle del Signore degli Anelli e in Lo Hobbit (nel ruolo di Elrond), nel film V per Vendetta (nel ruolo di V), nel film Captain America - Il primo Vendicatore (nel ruolo di Teschio Rosso) e nel road movie che nel 1994 gli ha dato la grande notorietà mondiale Priscilla - La regina del deserto (nel ruolo della drag queen Mitzi del Bra). Ha inoltre dato la voce a Megatron nei primi tre film della saga cinematografica dei Transformers.

## Biografia
Secondogenito di tre fratelli, nasce in Nigeria, da genitori britannici, trasferitisi in Africa per questioni lavorative. La madre, Ann, è una guida turistica, mentre il padre, Wallace Weaving, un sismologo. Vive il primo anno di vita in Sudafrica per poi trasferirsi in Inghilterra, dove trascorrerà diversi anni. Durante il soggiorno frequenta la prestigiosa Queen Elizabeth's Hospital School, a Bristol, e qui manifesta la predisposizione per la recitazione e lo studio della storia. Nel 1976 si trasferisce a Sydney, in Australia, dove termina gli studi, prima diplomandosi alla Knox Grammar School, e poi laureandosi, nel 1981, presso la National Institute of Dramatic Arts.

### Gli inizi
Per quanto già negli anni addietro Hugo si sia trovato dinanzi a una macchina da presa, è solo nel 1983 che compare sul grande schermo, in un film australiano di basso profilo, The City's Edge. Il primo ruolo rilevante lo riceve nel 1984 quando prende parte alla miniserie televisiva australiana Bodyline, dove interpreta il ruolo del capitano della squadra di cricket Douglas Jardine. Nel 1988 appare nella miniserie televisiva australiana The Dirtwater Dynasty, nel ruolo di Richard Eastwick. Sempre nello stesso anno ha un ruolo nella miniserie della CBS Trappola mortale, al fianco di Sarah Jessica Parker. L'anno successivo recita ancora una volta in una miniserie, dal titolo Bangkok Hilton, al fianco di una giovane Nicole Kidman.
Nel 1991 Weaving riceve il primo riconoscimento assegnatogli dalla Australian Film Institute che lo premia come migliore attore per la recitazione nel film Istantanee, dove recita la parte di Martin, un giovane privo della vista. In questa occasione lo troviamo al fianco di Russell Crowe. Nel 1993 indossa i panni di Sir John, recitando nella commedia Reckless Kelly, diretta da Yahoo Serious. Nel 1994 la notorietà di Hugo aumenta sensibilmente grazie all'interpretazione della drag queen Mitzi del Bra in Priscilla - La regina del deserto. Nel 1995 conosciamo Hugo come doppiatore. Egli infatti presta la propria voce al cane pastore Rex nel film Babe - Maialino coraggioso. Nel 1998 riceve il secondo premio personale. Infatti, grazie alla performance data nel film The Interview, il Montreal Film Festival gli assegna il premio di miglior attore. Nello stesso anno torna a prestare la propria voce al cane Rex nel film Babe va in città.

### La trilogia diMatrix

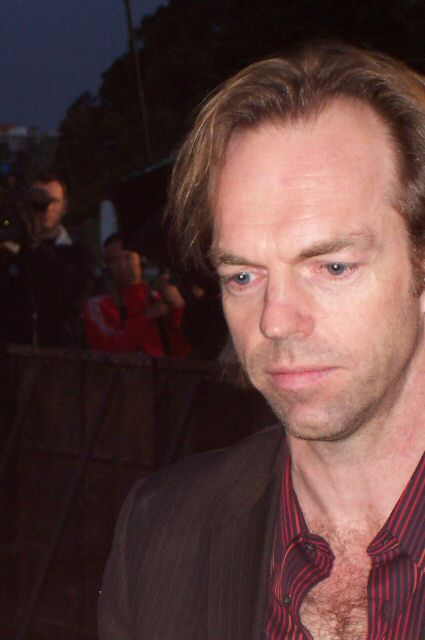
Hugo Weaving alla prima di Matrix Reloaded (2003)

Nel 1999 la carriera di Weaving decolla definitivamente, quando fu scritturato per recitare la parte dell'agente Smith nel film di fantascienza delle sorelle Wachowski Matrix, al fianco di Keanu Reeves. Durante le riprese si fratturò l'anca; il caso volle che contemporaneamente Reeves si provocasse una lesione al collo, pertanto si decise di spostare le riprese delle fasi più concitate nella fase finale, per ottimizzare i tempi. Nel 2003, nuovamente sotto la direzione delle sorelle Wachowski, recitò ancora l'agente Smith nel secondo episodio della saga, Matrix Reloaded, e nel terzo, Matrix Revolutions.

### La trilogia deIl Signore degli Anelli
Nel 2001, fresco del successo di Matrix, viene ingaggiato dal regista Peter Jackson per vestire i panni di Elrond, signore degli Elfi, nel film fantasy La Compagnia dell'Anello, primo episodio dell'adattamento cinematografico de Il Signore degli Anelli. Nel 2002 e successivamente nel 2003 conclude la saga recitando, ancora nei panni del signore di Gran Burrone, in Le due torri e Il ritorno del re. Dopo avere terminato le riprese della trilogia l'attore continua a interpretare il Mezzelfo, prestando la propria voce nel videogioco di Electronic Arts, Il Signore degli Anelli: La battaglia per la Terra di Mezzo.

### Carriera successiva
(Hugo Weaving in un'intervista)
Nel 2006 si ricongiunge con le sorelle Wachowski, creatori della trilogia di Matrix, per interpretare il ruolo di V, personaggio immaginario creato dal fumettista Alan Moore. Inizialmente per il ruolo del protagonista era stato scritturato l'attore inglese James Purefoy. Tuttavia questi dopo sei settimane di riprese rinunciò poiché non riusciva a calarsi nel personaggio. Alcune voci di settore riferiscono che in realtà la prima scelta per l'interpretazione di V fosse Hugo, il quale era, però, impegnato nelle riprese del film australiano Eucalipto. Allorquando quest'ultimo fu interrotto Purefoy rinunciò al ruolo asserendo che la maschera di Guy Fawkes era estremamente scomoda. L'attore indossa la maschera per tutta la durata del film, a eccezione di alcune scene nelle quali interpreta due ufficiali che interrogano Evey.
Nel 2011 interpreta il villain Teschio Rosso nel film Captain America - Il primo Vendicatore.
Il 2012 è l'anno dei ritorni per Weaving: di fatto ritorna a lavorare con le sorelle Wachowski, in collaborazione con il regista tedesco Tom Tykwer nel film Cloud Atlas, mentre ritorna a rivestire i panni di Elrond nel prequel de La Compagnia dell'Anello: Lo Hobbit - Un viaggio inaspettato e nel 2014, Lo Hobbit - La battaglia delle cinque armate, pellicole dirette sempre da Peter Jackson.

## Vita privata
All'età di tredici anni, gli viene diagnosticata una forma di epilessia, ma i sintomi terminarono poco dopo i trent'anni. Per il timore di essere colto da una crisi ha sempre rifiutato di conseguire la patente di guida.
Dal 1984 è compagno di Katrina Greenwood, che gli ha dato due figli: Harry (1989) e Holly Greenwood (1993). I figli portano il cognome della madre in quanto la sua è una famiglia contraria al patriarcato. È zio dell'attrice e modella Samara Weaving.
È ambasciatore per l'Australia per i diritti degli animali nell'associazione Voiceless.

## Filmografia

### Attore

#### Cinema
- ...Maybe This Time, regia di Chris McGill (1980)
- The City's Edge, regia di Ken Quinnell (1980)
- For Love Alone, regia di Stephen Wallace (1986)
- Specchi del desiderio (The Right Hand Man), regia di Di Drew (1987)
- Wendy Cracked a Walnut, regia di Michael Pattinson (1990)
- Istantanee (Proof), regia di Jocelyn Moorhouse (1991)
- Robin Hood Junior (Reckless Kelly), regia di Yahoo Serious (1993)
- Scherzi maligni (Frauds), regia di Stephan Elliott (1993)
- The Custodian, regia di John Dingwall (1993)
- Priscilla - La regina del deserto (The Adventures of Priscilla, Queen of the Desert), regia di Stephan Elliott (1994)
- Exile, regia di Paul Cox (1994)
- True Love and Chaos, regia di Stavros Kazantzidis (1997)
- The Kiss, regia di Alan Lovell – cortometraggio (1998)
- The Interview, regia di Craig Monahan (1998)
- Camere e corridoi (Bedrooms and Hallways), regia di Rose Troche (1998)
- Matrix (The Matrix), regia di Andy e Larry Wachowski (1999)
- Strange Planet, regia di Emma-Kate Croghan (1999)
- Il vecchio che leggeva romanzi d'amore (The Old Man Who Read Love Stories), regia di Rolf de Heer (2001)
- Russian Doll, regia di Stavros Kazantzidis (2001)
- Il Signore degli Anelli - La Compagnia dell'Anello (The Lord of the Rings: The Fellowship of the Ring), regia di Peter Jackson (2001)
- Il Signore degli Anelli - Le due torri (The Lord of the Rings: The Two Towers), regia di Peter Jackson (2002)
- Matrix Reloaded (The Matrix Reloaded), regia di Andy e Larry Wachowski (2003)
- Il Signore degli Anelli - Il ritorno del re (The Lord of the Rings: The Return of the King), regia di Peter Jackson (2003)
- Matrix Revolutions (The Matrix Revolutions), regia di Andy e Larry Wachowski (2003)
- Peaches, regia di Craig Monahan (2004)
- Little Fish, regia di Rowan Woods (2005)
- V per Vendetta (V for Vendetta), regia di James McTeigue (2005)
- The Tender Hook, regia di Jonathan Ogilvie (2008)
- Last Ride, regia di Glendyn Ivin (2009)
- Wolfman (The Wolfman), regia di Joe Johnston (2010)
- Oranges and Sunshine, regia di Jim Loach (2010)
- Captain America - Il primo Vendicatore (Captain America: The First Avenger), regia di Joe Johnston (2011)
- The Key Man, regia di Peter Himmelstein (2011)
- Cloud Atlas, regia di Lana e Lilly Wachowski e Tom Tykwer (2012)
- Lo Hobbit - Un viaggio inaspettato (The Hobbit: An Unexpected Journey), regia di Peter Jackson (2012)
- Mystery Road, regia di Ivan Sen (2013)
- The Turning, regia di David Wenham (2013)
- The Mule, regia di Tony Mahony e Angus Sampson (2014)
- Healing, regia di Craig Monahan (2014)
- Lo Hobbit - La battaglia delle cinque armate (The Hobbit: The Battle of the Five Armies), regia di Peter Jackson (2014)
- Strangerland, regia di Kim Farrant (2015)
- The Dressmaker - Il diavolo è tornato (The Dressmaker), regia di Jocelyn Moorhouse (2015)
- La battaglia di Hacksaw Ridge (Hacksaw Ridge), regia di Mel Gibson (2016)
- Jasper Jones, regia di Rachel Perkins (2017)
- The Renegade (Black '47), regia di Lance Daly (2017)
- Macchine mortali (Mortal Engines), regia di Christian Rivers (2018)

#### Televisione
- Bodyline – miniserie TV (1984)
- The Dirtwater Dynasty – miniserie TV (1988)
- Great Performances – serie TV, 1 episodio (1988)
- Trappola mortale (Dadah is Death), regia di Jerry London – film TV (1988)
- Bangkok Hilton – miniserie TV (1989)
- Seven Deadly Sins – miniserie TV, 1 episodio (1993)
- Bordertown – miniserie TV, 10 episodi (1995)
- Naked: Stories of Men – serie TV, 1 episodio (1996)
- The Bite – miniserie TV (1996)
- Frontier – miniserie TV (1997)
- Halifax (Halifax f.p.) – serie TV, 1 episodio (1997)
- After the Deluge, regia di Brendan Maher – film TV (2003)
- Rake – serie TV, episodio 1x01 (2010)
- Seven Types of Ambiguity – miniserie TV (2017)
- Patrick Melrose – miniserie TV (2018)

### Doppiatore

#### Cinema
- Babe - Maialino coraggioso (Babe), regia di Chris Noonan (1995)
- Babe va in città (Babe: Pig in the City), regia di George Miller (1998)
- Il budino magico (The Magic Pudding), regia di Karl Zwicky (2000)
- Horseplay, regia di Stavros Kazantzidis (2003)
- Happy Feet, regia di George Miller, Warren Coleman e Judy Morris (2006)
- The Girl Who Swallowed Bees, regia di Paul McDermott – cortometraggio (2007)
- The Rose of Ba Ziz, regia di Aden Young – cortometraggio (2007)
- Transformers, regia di Michael Bay (2007)
- Transformers - La vendetta del caduto (Transformers: Revenge of the Fallen), regia di Michael Bay (2009)
- Il regno di Ga'Hoole - La leggenda dei guardiani (Legend of the Guardians: The Owls of Ga'Hoole), regia di Zack Snyder (2010)
- Transformers 3 (Transformers: Dark of the Moon), regia di Michael Bay (2011)
- Happy Feet 2 (Happy Feet Two), regia di George Miller, Gary Eck e David Peers (2011)

#### Televisione
- Who Killed Dr Bogle and Mrs Chandler, regia di Peter Butt – film TV (2006)
- I, Spry, regia di Peter Butt – film TV (2010)
- Koala Man - serie animata, 4 episodi (2023)

#### Videogiochi
- Enter the Matrix (2003)
- Il Signore degli Anelli: La battaglia per la Terra di Mezzo 2 (The Lord of the Rings: The Battle for Middle-Earth II) (2006)
- Happy Feet (2006)
- Il Signore degli Anelli: La battaglia per la Terra di Mezzo 2: L'ascesa del Re stregone (Lord of the Rings: Battle for Middle Earth II - Rise of the Witch King) (2006)
- Il Signore degli Anelli: La conquista (The Lord of the Rings: Conquest) (2009)

### Produttore
- Russian Doll, regia di Stavros Kazantzidis (2019)
- Ship of Theseus, regia di Anand Gandhi – documentario (2012)

## Teatro (parziale)
- Amleto di William Shakespeare. Independent Theatre di Sydney (1977)
- La dodicesima notte di William Shakespeare. NIDA Theatre di Kensington (1981)
- You Can't Take It with You di Moss Hart e George S. Kaufman. Teatro dell'Opera di Sydney di Sydney (1982)
- Macbeth di William Shakespeare. Teatro dell'Opera di Sydney di Sydney (1982)
- Vite in privato di Noël Coward. The Playhouse di Adelaide (1984)
- Les Liaisons Dangereuses di Christopher Hampton. Seymour Center di Chippendale (1987)
- Giulio Cesare di William Shakespeare. The Playhouse di Adelaide (1991)
- La bisbetica domata di William Shakespeare. Playhouse di Melbourne (1991)
- Molto rumore per nulla di William Shakespeare. Playhouse di Melbourne (1993)
- L'alchimista di Ben Jonson. Belvoir Street Theatre di Sydney (1996)
- Il diavolo bianco (o Vittoria Corombona) di John Webster. Theatre Royal di Sydney (2000)
- The Real Thing di Tom Stoppard. Wharf 1 Theatre di Sydney (2003)
- Hedda Gabler di Henrik Ibsen. Wharf 1 Theatre di Sydney (2004), Brooklyn Academy of Music di New York (2006)
- Le Dieu du Carnage di Yasmina Reza. Playhouse di Melbourne (2009)
- Zio Vanja di Anton Čechov. Sydney Theatre di Sydney (2010), Kennedy Center di Washington (2011)
- Les Liaisons Dangereuses di Christopher Hampton. Wharf 1 Theatre di Sydney (2012)
- Aspettando Godot di Samuel Beckett. Sydney Theatre di Sydney (2013)
- Macbeth di William Shakespeare. Sydney Theatre di Sydney (2014)
- Finale di partita di Samuel Beckett. Sydney Theatre di Sydney (2015)
- La resistibile ascesa di Arturo Ui di Bertolt Brecht. Roslyn Packer Theatre di Sydney (2018)
- La gatta sul tetto che scotta di Tennessee Williams. Roslyn Packer Theatre di Sydney (2019)
- La visita della vecchia signora di Friedrich Dürrenmatt. National Theatre di Londra (2020)

## Doppiatori italiani
Nelle versioni in italiano delle opere in cui ha recitato, Hugo Weaving è stato doppiato da:
- Luca Biagini in Priscilla - La regina del deserto, Camere e corridoi, Il Signore degli Anelli - La Compagnia dell'Anello, Il Signore degli Anelli - Le due torri, Il Signore degli Anelli - Il ritorno del re, Cloud Atlas, Lo Hobbit - Un viaggio inaspettato, Lo Hobbit - La battaglia delle cinque armate, The Renegade, Love Me, The Royal Hotel
- Ennio Coltorti in Matrix, Matrix Reloaded, Matrix Revolutions, La battaglia di Hacksaw Ridge
- Angelo Maggi in The Dressmaker - Il diavolo è tornato, Macchine mortali
- Raffaele Farina in Trappola mortale
- Roberto Pedicini in Istantanee
- Oreste Baldini in Scherzi maligni
- Francesco Pannofino in L'interrogatorio
- Luca Ward in Halifax
- Gaetano Varcasia ne Il vecchio che leggeva romanzi d'amore
- Vittorio De Angelis in Little Fish
- Gabriele Lavia in V per Vendetta
- Stefano Benassi in Wolfman
- Carlo Cosolo in Captain America - Il primo Vendicatore
- Massimo Rossi in Strangerland
- Fabrizio Temperini in Patrick Melrose
- Stefano Thermes in Mr. Corman
- Pasquale Anselmo in Slow Horses
- Roberto Chevalier in Trappola mortale (ridoppiaggio)

Da doppiatore è sostituito da:
- Luca Biagini ne Il Signore degli Anelli - La conquista, Transformers, Transformers - La vendetta del caduto, Il regno di Ga'Hoole - La leggenda dei guardiani (Grimble), Transformers 3
- Carlo Valli in Babe, maialino coraggioso
- Carlo Reali in Babe va in città
- Rodolfo Bianchi in Happy Feet, Happy Feet 2
- Sergio Tedesco ne Il budino magico
- Saverio Indrio ne Il regno di Ga'Hoole - La leggenda dei guardiani (Noctus)
- Federico Di Pofi in Koala Man